# Nexo de causalidade
A relação de causalidade ou nexo causal ou nexo de causalidade estabelece critérios para a responsabilização de um agente por ato ilícito. Há diversas teorias que dependem do ramo do direito e da opção de diversos doutrinadores

## Direito penal brasileiro
Para verificar a relação de causalidade entre uma conduta de um agente e um resultado ilícito no direito penal, são sustentadas perspectivas dogmáticas alternativas. Busca-se a causação quando um resultado foi alcançado e, portanto, é imaterial no que diz respeito aos crimes incompletos.
Durante o século XIX, a era das invenções e descobertas, como o automóvel e a hereditariedade de Mendel, o mundo estava fascinado pela lógica e exatidão fornecida pelas “ciências por excelência”, por tal, começou-se a aplicar tal método cientifico indutivo-experimental nas ciências conhecidas como de “espírito” como o direito, sociologia e psicologia. Nesse sentido, no auge do positivismo-naturalista na seara penal desse século, começaram a desenvolver teorias a fim de analisar objetivamente a relação entre a conduta humana e o resultado típico provocado por essa, sob uma ótica de causa e efeito. 
Dessa forma, iniciou-se uma discussão a qual hoje se chama de “dogma causal”, devido a enorme importância que tais juristas deram a aplicação dessa lei natural na esfera penal, importância essa, que ainda se vê nos dias atuais, mesmo com a tentativa do finalismo: colocando-a até mesmo antes da tipicidade, com intuito de desvalorizar o resultado (essencial para causalidade). Tal atual valor é bem observada no art. 13 do Código Penal brasileiro (Decreto-Lei nº 2.848/40) o qual ainda é influenciado pelo pensamento causalístico do século antepassado. 
No entanto, a posição da causalidade na estrutura do delito não é uma discussão pacificada na doutrina, uns acreditam que é um elemento da ação, como acredita Cesar Bitencourt, outros como um nexo causal entre ação e resultado, a exemplo do jurista Aníbal Bruno, até mesmo um elemento do fato típico, como é a crença de Damásio de Jesus.
Para verificar a relação de causalidade entre uma conduta de um agente e um resultado ilícito, foram criadas perspectivas teóricas alternativas, como:
- Teoria da equivalência das condições: doutrina do Código Penal Brasileiro, define causa como antecedente invariável e incondicionado de algum fenômeno;
- Teoria da causalidade adequada: quando causa é a condição mais adequada para produzir um resultado; Causa é diferente de condição, isso é vai diferenciar causa de condição, somente seria causa aquela mais adequada a produção do resultado, isso seria analisado através de um juízo de probabilidade, fazendo a seguinte pergunta: qual é a condição mais provável de causar o resultado, a mais provável é a causa.
- Teoria da imputação objetiva de resultado: um resultado típico só realizará o tipo objetivo delitivo se o agente criou um perigo juridicamente desaprovado na causa;
- Teoria da qualidade do efeito ou da causa eficiente: causa como condição da qual depende a qualidade do resultado;
- Teoria da condição mais eficaz ou ativa: o valor de uma causa é reduzido a uma expressão quantitativa – sendo a que contribui mais que outras;
- Teoria do equilíbrio ou da preponderância: a causa como o resultado de uma luta entre duas forças, como uma condição positiva que prepondera sobre uma negativa;
- Teoria da causa próxima ou última: a causa é a última ação humana na cadeia causal;
- Teoria da causalidade jurídica: o juiz escolhe a causa responsável pelo resultado antijurídico dado, fazendo juízo de valor;
- Teoria da tipicidade condicional tem de apresentar os requisitos da sucessão, necessidade e uniformidade, revelando todos os critérios de causalidade.

### Teoria da Equivalência
Essa teoria, também conhecida pela expressão latina conditio sine qua non, provém da noção de causa do utilitarista John Stuart Mill, da qual a causa do evento/resultado sempre se deve a todos antecedentes fáticos ou condicionantes.
É possível observar que a teoria foi se distanciando do ponto de partida, que tinha como conceito de causa a soma dos antecedentes de um fenômeno, haja vista que atualmente todos os antecedentes necessários relevantes para o Direito Penal, são equivalentes, atribuindo a cada uma das condições, isoladamente, o caráter de causa do resultado: toda causa produz todo o resultado.
Em se tratando da CSQN (conditio sine qua non) para chegar às "condições sem as quais", o procedimento hipotético de eliminação consiste de se imaginar fatos antecedentes ao resultado para analisar se eles condicionaram a consumação. No caso do homicídio, fatos como a compra da arma e até mesmo ao nascimento do assassino são condições para o crime. 
Por isso, tal teoria não escapa da crítica quanto ao regressus ad infinitum. É possível que, de acordo com a teoria da conditio sine qua non, concluamos que todos os agentes das condições anteriores contribuíram materialmente para o fato típico. Contudo, pode-se observar que o próprio artigo 13 diferencia expressamente o termo “causa” e o termo “imputável”, possibilitando que possamos interpretar que existem causas imputáveis e inimputáveis. Para limitar tal alcance, o Direito Penal utiliza-se de outros estudos como a teoria da imputação objetiva - que surge como meio para solucionar tal dilema -. 
É importante salientar que o Direito Penal se ocupa apenas das consequências de determinadas ações humanas, por isso, apesar de a CSQN ser uma teoria generalizadora – que equivale a relevância dos antecedentes necessários à causa – ela não considera como causa os processos naturais das quais o homem é objeto, e não sujeito de transformação.
De acordo com Bittencourt: “O homem é força transformadora, capaz de direcionar processos causais e provocar mudanças no mundo circundante. ... O Direito penal recolhe dessa realidade dinâmica apenas uma parte – aquela que se relaciona com a atividade humana e suas consequências. O Direito Penal limita-se a regular a atividade humana (parte dela), uma vez que os demais processos naturais não podem ser objeto de regulação pelo Direito porque são forças ou energias cegas, enquanto a atividade humana é uma energia inteligente”. Em outras palavras, o acidental, limita a aplicação da teoria sine qua non, porque aquilo que provém de força maior ou caso fortuito não configura crime.
No mais, é basilar não confundir o procedimento hipotético de eliminação com a causalidade hipotética. Esta última ocorre quando uma pessoa que criou a condição diz que hipoteticamente outra situação já conduziria ao resultado. Como por exemplo, quando o sujeito A atropela o sujeito B, que havia ingerido uma dose letal de medicação no intuito de praticar suicídio. Nesse caso, o sujeito A tenta evocar a causalidade hipotética, para dizer que o B “morreria de qualquer maneira”. Contudo, quando evocada hipoteticamente situação diversa, não há exclusão daquilo que de fato ocorreu, porque um acontecimento real não pode ser substituído por um abstrato.
O mesmo se aplica quando, dentre as diversas condições do resultado, algumas, por si só/isoladamente seriam suficientes para causá-lo sem a existência das outras. Como quando duas pessoas colocam na bebida de um mesmo sujeito, uma dose de veneno suficiente para matá-lo. Quando aplicando o procedimento hipotético de eliminação em qualquer uma dessas causas, o resultado morte ainda teria ocorrido: Se o envenenador A, não agisse, o B agiria e o resultado seria o mesmo e vice-versa. Obviamente não podem eles alegarem isso e o crime ser classificado como crime sem causa. Nesse caso, ambos são culpados. Segundo Welzel (1976, p. 69) “Se diversas condições poder ser suprimidas in mente de forma alternativa sem que o resultado desapareça, mas não assim cumulativamente, cada uma delas é causal para o resultado”.
Diferente disso ocorre quando não se há certeza sobre qual pessoa condicionou o resultado, haja vista que não sabe quem foi aquele que praticou a conduta que por si só/isoladamente seria suficiente para causar o resultado sem a existência das outras. Por exemplo, caso duas pessoas desfiram tiros a um sujeito, de modo que somente um deles seja fatal. Assim, não se pode considerar que ambos cometeram homicídio, porque tem-se empiricamente somente um tiro efetivamente levando a morte, em verdade, devido a presunção de inocência, ambos são imputados por tentativa.
Há outros casos em que a conditio sine qua non é aplicada, por exemplo, quando alguém impede o curso causal salvador, como quando um sujeito impede a ação de um salva-vidas face a um afogamento, essa pessoa, se torna, ela mesma, a causa da morte.

### Teoria da Causalidade Adequada
Formulada por Ludwig Von Bar e levada ao âmbito do Direito Penal por Johannes Von Kries, a teoria da adequação chamada também de teoria da causalidade adequada conceitua que a condição mais adequada para produzir o resultado é a causa. Essa relação se baseia na observação da realidade objetiva e no que foi capaz de gerar o dano.
Logo, para uma ação ser considerada causa de um resultado, esta precisa ser além de necessária para sua concretização, também deve ser adequada, ou seja, elevar as chances de um resultado ser produzido, sendo adequada a este. 
Pode-se exemplificar a aplicação desta teoria no caso de alguém acender uma lareira no inverno e uma faísca dessa lareira provocar um incêndio. Na Teoria da Causalidade Adequada questiona-se: essa faísca, de fato, foi necessária para causar o incêndio? A resposta é sim. Entretanto, no tocante a ser o meio mais adequado para causar um incêndio, a resposta é não. Portanto, essa teoria está afastada uma vez que a conduta não foi a causa.

### Teoria da Relevância Jurídica
A teoria da causa juridicamente relevante também conhecida como teoria da relevância típica, diferencia a determinação da causalidade e a questão em saber se uma causa é ou não é relevante penalmente. O que precisa para que uma conduta seja a causa de um resultado, ou seja, entende como causa a condição relevante para o resultado.
Dessa forma, a teoria da Relevância Jurídica sana a confusão entre causação e responsabilização, sendo considerada por alguns penalistas como uma teoria da imputação e não como uma teoria da causalidade.
Um clássico exemplo em defesa desta teoria é o de uma represa que está cheia de água e uma pessoa que, ao jogar um balde de água dentro dessa represa causa seu rompimento, ocasionando o esvaziamento da represa e o consequente crime de inundação. Questiona-se: o balde foi mesmo necessário para causar o rompimento da represa, ou tal fato se deu em decorrência de a represa estar superlotada? Apesar da conduta dessa pessoa ter provocado o resultado, por essa teoria estaria afastada a relação de causalidade, pois a condição não precisa ser apenas necessária, mas também relevante, e tal relevância suficiente, o que no caso não ocorreu.

### Teoria da Causa Eficiente
De acordo com a teoria da causa eficiente, o que mais importa são os antecedentes que causaram o resultado. Diferentemente da teoria da relevância jurídica que analisa se a causa anterior é ou não relevante para a ocorrência do resultado, a teoria da causa eficiente defende que toda ação anterior é relevante.
Exemplo: um indivíduo A empresta um fósforo para B e este coloca fogo numa casa, segundo a teoria da causa eficiente, as duas ações são imprescindíveis para que se produza o incêndio. No entanto, a conduta de quem iniciou o incêndio é a condição mais ativa e eficaz para o resultado.

### Teoria da Imputação Objetiva
A imputação objetiva é uma teoria que se destina a crimes de resultado, sejam dolosos ou culposos, pelo fato de ser complementar à teoria da causalidade, que se destina àquela modalidade de delito. Seu objetivo é o de atribuir um conceito jurídico a uma conduta, segundo o que diz Cezar Roberto Bitencourt, sendo, portanto, uma delimitação que se dá à aplicação da causalidade na ação. A imputação objetiva busca limitar o alcance da proibição descrita no tipo: somente são imputáveis condutas que criam riscos juridicamente proibidos e geram resultados típicos (descritos em artigos da Parte Especial). Riscos permitidos, pelo contrário, são aqueles socialmente aceitos e inerentes ao cotidiano.
Paulo Queiroz indica que seria mais uma teoria da “não-imputação” do que da imputação, visto que a ideia é de restringir a causalidade, que poderia se desdobrar ao infinito em sua forma pura. O problema enfrentado por essa teoria, de um lado é uma falta de clareza na delimitação entre quais riscos são permitidos ou proibidos, ou no caso de resultar a partir de um risco permitido, um resultado típico. Assim como o próprio Roxin, idealizador de uma das versões principais da teoria, admite: ela peca pela falta de clareza em seu significado e posição sistemática.
Um exemplo de aplicação desta teoria é que um indivíduo, ao disparar uma arma de fogo na direção de outro, corre o risco proibido de que o projétil acerte o alvo, causando lesão ou até mesmo a morte (resultados típicos). Ao passo que alguém que solta fogos de artifício corre um risco permitido, sua conduta é socialmente tolerável, a princípio. O problema é quando desse risco permitido decorre um resultado típico (proibido), como por exemplo, quando uma pessoa que compra uma passagem de viagem para outra, que é sequestrada e morta em seu destino. Houve ação (compra da passagem) e resultado típico (morte), mas a situação não se mostra lógica para imputar a ação ao sujeito, o que mostra que a imputação objetiva é insuficiente diversos casos.     

## Concausas
O código penal brasileiro adota a teoria da equivalência das condições para a aplicação do conceito de causalidade, em que o nexo causal é a relação da ação do agente com a produção do resultado. Além da ação humana principal, causadora de um resultado típico, há outras condições, chamadas doutrinariamente de concausas, que podem derivar de uma conduta humana ou de uma ação da própria natureza e, também podem influenciar para a ocorrência do resultado. De acordo com a doutrina Curso de Direito Penal Brasileiro, redigida pelo ilustre professor, Regis Prado, esse conceito refere-se ao concurso de fatores que, paralelamente à ação do agente, são capazes de modificar o curso natural do resultado, isto é, a mudança do percurso da causa determinante para a ocorrência do resultado.
Este conceito é bifurcado em modalidades distintas, sendo elas chamadas de absolutamente independentes e relativamente independentes, que compõem o nexo de causalidade, atuando conjuntamente com a causa principal ou se separando dela por completo, podendo, assim, ter uma contribuição relativa ou gerar, por si só, o resultado final. A primeira, que faz jus ao nome, trata-se de um fator que independe por completo da ação do agente. A concausa se divorcia da conduta do agente por inteiro, não mantendo nenhum tipo de ligação com esta. Portanto, produz um novo nexo causal que pode gerar, por si só, o resultado. Assim, conclui-se que o resultado final ocorreria devido a uma ou outra conduta, devido às suas capacidades de gerarem, ambas, totalmente, o resultado. A segunda concausa, denominada relativamente independente, auxilia, de alguma forma, o curso causal, iniciado com um comportamento humano, pois age em conjunto com a ação humana e por uma soma de esforços há a ocorrência do resultado. Nesta modalidade, caso fosse suprida alguma das causas analisadas, o resultado não teria ocorrido, pois ele só acontece com a ocorrência conjunta das causas. 
As concausas também podem ser classificadas conforme o momento de sua incidência, como preexistentes, concomitantes e supervenientes. A primeira, é assim chamada, por ocorrer antes da existência da conduta principal, ou seja, antes da ocorrência do comportamento humano analisado, a priori, pela causalidade. Já a concausa concomitante, recebe essa denominação por ocorrer simultaneamente com a conduta humana analisada como causadora de um resultado típico. E, por fim, a concausa superveniente manifesta-se após a conduta. 
Para ilustrar o que foi exposto até então, cite-se aqui exemplos utilizados pelo doutrinador e penalista Cezar Roberto Bitencourt: há uma vítima de um determinado ferimento, que, por sua natureza ou localização, não se trata de um ferimento mortal, porém, a vítima sofre de hemofilia, que, no caso, é uma condição preexistente, pois já existia antes do ferimento gerado por uma conduta humana. Por ter essa doença, que se somou à ocorrência do ferimento, a vítima faleceu. Neste exemplo, ambas as causas foram importantes para a ocorrência do resultado morte (concausas relativamente independentes), que não ocorreria com a supressão de qualquer uma delas, pois o ferimento, analisado em particular, seria insuficiente para matá-la e a doença, já existente, também. 
Outro caso exemplificado é o seguinte: Maria, por volta das 20h, serve veneno para seu marido. Na mesma hora, em concomitância, a vítima é alvo de um disparo fatal efetuado por Antônio, seu desafeto, causa exclusivamente da morte instantânea da vítima. O evento causado por Antônio se trata de uma concausa absolutamente independente, pois o tiro iniciou um novo curso causal, que foi suficiente para a morte da vítima, não mantendo nenhuma ligação com a aplicação do veneno por Maria. Entretanto, independentemente do disparo de Antônio, a vítima viria a falecer devido ao veneno colocado por Maria, pois ambas as causas, por serem absolutamente independentes, poderiam levar a vítima à morte.
Tratando-se da superveniência de causa relativamente independente, o Código Penal Brasileiro em vigor se ocupa acerca desta modalidade, de acordo com o § 1° do artigo 13, que assim diz: “A superveniência de causa relativamente independente exclui a imputação quando, por si só, produziu o resultado; os fatos anteriores, entretanto, imputam-se a quem os praticou.”
Acerca dessa circunstância, tratada pela lei penal brasileira, mais uma vez, o doutrinador Bitencourt abrilhanta, acerca da sua explicação, que é necessário fazer um juízo hipotético de eliminação, em que exclui-se mentalmente a conduta anterior e analisa-se se o resultado teria ocorrido mesmo com a sua ausência, pois a concausa, mesmo surgindo devido ao comportamento humano inicial, pode ter provocado um novo nexo causal que, sozinho, pode ter contribuído para a ocorrência do resultado. Por isso, diverge sobre a concausa absolutamente independente, pelo fato do evento superveniente apenas ter surgido devido à conduta humana analisada a priori. Sobre esse assunto, o exemplo trazido por Bitencourt, em Tratado de Direito Penal, diz: uma pessoa é esfaqueada por “A”, sofrendo lesão corporal. A vítima, então, é socorrida e medicada, porém não obedece às orientações médicas e, devido a essa falta de cuidado com o tratamento que deve ser seguido, o ferimento infecciona e a vítima morre. Aplicando o juízo hipotético de eliminação, concluímos que o curso causal que levou à morte foi exclusivamente causado pela própria vítima, ao não seguir a recomendação médica, ou seja, a causa da morte deriva de um nexo causal novo, criado pela própria vítima, ao não se automedicar e seguir os passos necessários para a cura do ferimento. Porém, a vítima só necessitou do tratamento pelo fato de ter sido ferida anteriormente, o que torna o surgimento da condição da necessidade de automedicação dependente da lesão corporal sofrida anteriormente (tratando-se, então, de causas relativamente/parcialmente independentes). Nesse caso, aplica-se a lei penal analisada, em que punirá o autor da lesão apenas pela ação tipificada anteriormente, que neste caso foi o esfaqueamento, logo, não será responsabilizado pelo resultado, pois o fato do acontecimento morte foi ocasionado pela atitude própria da vítima de não se cuidar devidamente.

## Omissão na Causalidade
O conceito da palavra omissão para o código penal brasileiro segue a teoria da equivalência das condições, representada no artigo 13, caput, que impõe, como condicionante, a ação ou omissão do agente relevante para o nexo causal. No que diz respeito aos crimes omissivos próprios, isto é, por se tratarem de uma simples desobediência a uma norma mandamental, que determina a realização de uma conduta que, será típica, se for omissa, há somente a omissão de um dever de agir, dispensando a análise da causalidade, pois são crimes de mera atividade, ou melhor, inatividade, que não produzem um resultado naturalístico. 
Já nos crimes comissivos por omissão, também conhecidos como omissivos impróprios, na doutrina predomina o entendimento de que não existe causalidade, considerada sob o aspecto físico-naturalístico. Contudo, há alguns autores que acreditam que tal omissão é causal quando a intervenção esperada não ocorre e, devido a essa ausência de intervenção de um curso causal possivelmente salvador, ocorre o resultado, logo, o que se discute é: se a ação fosse praticada ela teria evitado o resultado?
Nos casos previstos pelo § 2° do artigo 13, do Código Penal Brasileiro, em que a omissão é doutrinariamente chamada de imprópria, o sujeito tem a obrigação legal de intervir no curso causal em andamento, para evitar o resultado, caracterizando uma causalidade jurídica. Se, observadas as situações de tal previsão legal, o agente não intervém quando podia e devia intervir e o resultado se concretiza, o agente é equiparado ao verdadeiro causador do resultado e poderá responder como se tivesse praticado o tipo previsto na Parte Especial do referido código. A doutrina trata, então, essa “relação causal” como “não impedimento” e este é elevado, pelo Direito, à condição de causa. 
Um exemplo de como a inexistência de um nexo causal impede a responsabilização penal pode ser visto no caso da adolescente de 14 anos que morreu em um acidente no parque de diversões Hopi Hari em Vinhedo (SP),  por um problema mecânico brinquedo “La Tour Eiffel” no dia 24 de fevereiro de 2012. Armando Pereira Filho, ex-presidente do parque foi acusado pelo Ministério Público pelo homicídio culposo da jovem Gabriela Nichimura. Porém, em 2014, a Justiça decidiu excluir o processo judicial do gestor pela morte da adolescente, após pedido da defesa do réu, na 2ª Câmara Criminal do Tribunal de Justiça de São Paulo.
Mais adiante, no ano de 2016, o Superior tribunal de Justiça (STJ) determinou o prosseguimento da ação penal contra Armando Pereira, que foi trancada no ano seguinte pelo Supremo Tribunal Federal (STF) por falta de nexo causal. O ministro Celso Mello concedeu o Habeas Corpus (HC) 138637, impetrado em favor do ex-presidente do parque. De acordo com Celso Mello, não há como atribuir, no plano penal, responsabilidade solidária pelo evento delituoso, somente pelo fato de o acusado pertencer ao corpo gerencial da empresa. Desta forma, de acordo com a interpretação do Ministro Celso Mello, não há como constatar que exista uma relação direta entre a conduta de ser o administrador do parque, com o resultado, que é a morte da jovem. Se colocarmos nos termos do artigo 13 do Código Penal Brasileiro, a conduta de Armando Pereira Filho, de estar administrando o parque, não é causa ou omissão sem a qual o resultado morte não teria ocorrido, tornando o réu inocente da acusação de homicídio culposo.
O código penal brasileiro vigente remete a teoria da equivalência, da conditio sine qua non, em seu art.13°, caput, e também remete à teria da causalidade adequada em seu art.13, § 1°, para analisar e comprovar o nexo causal. Essas duas teorias conseguem coexistir pela teoria da causalidade adequada funcionar como uma restrição para a teoria conditio sine qua non, restringindo sua maior deficiência, pois esta restingue o âmbito da causalidade amplo da teoria da equivalência, a qual poderia acarretar no regressus ad infinitum (regresso ao infinito).
Por esses motivos, a teoria da equivalência das condições, mesmo possuindo vários defeitos apontados pela doutrina, ainda é a mais usada no direito penal quando analisada a jurisprudência brasileira, sendo muito usada com o auxílio de restritivos para que não haja o “regressus ad infinitum”, o qual implica infinitas causas a um resultado quando há o regresso para a investigação destas. Ela foi expressamente usada na Apelação APL 00013486720138080012 (TJ-ES) para demonstrar que não há nexo causal e na Apelação APL 00092533419998050001 (TJ-BA) para demonstrar a materialidade do nexo causal.Entre o comportamento humano e o resultado é necessário a verificação da relação causa e efeito.

## Direito civil
O art. 403 do Código Civil de 2002, correspondente ao art. 1.060 do Código Civil de 1916, dispõe: "Ainda que a inexecução resulte de dolo do devedor, as perdas e danos só incluem os prejuízos efetivos e os lucros cessantes por efeito dela direto e imediato, sem prejuízo do disposto na lei processual". Parte da doutrina, com apoio em Agostinho Alvim, entende que o Código Civil adotou a teoria do dano direto e imediato na subteoria da necessariedade. Há decisão do STF nesse sentido (RE 130.764). Todavia, o tema é controverso. Defende-se também a aplicação da teoria da causalidade adequada.